# Umberto Valenti
Umberto Valenti (* 1895; † 11. August 1922 in New York City) alias Rocco Valenti  war ein italo-amerikanischer Camorrista und Unterboss der Morello-Familie.
Als mutmaßlicher Täter bei der Ermordung von Vincent Terranova hat er zwar einerseits seinem Gegenspieler Joe Masseria letztendlich die Vorherrschaft im Morello-Terranova-Clan verschafft, andererseits diesem einen wichtigen Verbündeten beim späteren Krieg von Castellammare genommen.

## Biografie
Bereits bevor Valenti Anfang der 1910er Jahre der italienisch-neopolitanischen Navy St. Gang beitrat, war er nur noch als Rocco Valenti bekannt. Am 20. Juli 1916 ermordete er zusammen mit Nick Sassi, einem anderen Gang-Mitglied, Joe DeMarco und Charles Lombardi. Zu dieser Zeit bekriegte sich die neopolitanische-stämmige Camorra mit der sizilianisch-stämmigen Mafia.
Valenti wurde allerdings erst am 7. September 1916 durch Michael Meali verhaftet, nachdem bei einer Schießerei in einem öffentlichen Billard-Saal Nicholas Morello und Charles Ubriaco getötet worden waren. Der Vorwurf bezog sich allerdings nur auf das Tragen einer verborgenen Waffe und Valenti wurde wieder freigelassen.
Erst am 26. Januar 1918 wurde Valenti wegen des Doppelmordes an DeMarco und Lombardi zur Verantwortung gezogen und kam für zehn Monate ins Gefängnis. Als Folge des sogenannten Mafia-Camorra-Kriegs avancierte Valenti zum besten Schützen in New York und wurde insgesamt mit über zwanzig Morden in Verbindung gebracht.
1920 besuchte Umberto Nicola Gentile in Cleveland, mit dem er als verbündet galt. Er selbst war mittlerweile ein Unterboss in der Morello-Familie geworden. Umberto stand offensichtlich unter Druck seitens des „Mustache Pete“ Toto D’Aquila und berichtete Gentile von einem Anschlag auf sein Leben. Sie beschlossen gemeinsam gegen D’Aquila vorzugehen. Gentile kehrte später nach Sizilien zurück, um von dort den Widerstand zu organisieren.
Offensichtlich ging es um die Vorherrschaft im Morello-Terranova-Clan, der damals den größten Teil von New York City kontrollierte und Umberto Valenti gehörte ebenfalls diesem Gangster-Komplex an, dem eine Schlüsselrolle zukam und aus dem sich der später als Genovese-Familie klassifizierte Mafia-Clan kristallisierte.
Bei dem Machtgerangel soll „Rocco“ für die Ermordung von Vincent Terranova am 8. Mai 1922 verantwortlich sein, welcher als starker Unterstützer von Joe Masseria galt.
Bei einem ersten Anschlag auf „Rocco“ am selben Tag kam sein Bodyguard Silva Tagliagamba ums Leben, Rocco Valenti entkam und Joe Masserias Flucht wurde beobachtet, aber die Tat konnte diesem nicht nachgewiesen werden.
Dieser taggleiche Anschlag nährt die alternative These Masseria sei auch der Täter bei Terranova und habe sich ohnehin gewaltsam in der Familie durchsetzen wollen.
Der erfolgreiche Anschlag auf „Rocco“ selbst, wurde vermutlich durch Lucky Luciano, einem Untergebenen Masserias der ersten Stunde, organisiert und am 11. August 1922 vollzogen. Angeblich soll Umberto Valenti eine Falle gestellt worden sein; d. h. Joe Masseria verkündete scheinbar seinen Rückzug als Boss. Als Umberto Valenti ein Restaurant verließ, wurde er bei Hausnummer 233 in der East 12th Street auf offener Straße erschossen.
Joe Masseria hatte sich damit endgültig durchgesetzt und auch viele Männer von Ciro Terranova und Umberto Valenti wechselten nun unter sein Kommando, womit die Grundlage des später als Genovese-Familie klassifizierten Clans der La Cosa Nostra in New York City gelegt war.